# Eupolybothrus graecus
Eupolybothrus graecus är en mångfotingart som beskrevs av Matic 1970. Eupolybothrus graecus ingår i släktet Eupolybothrus och familjen stenkrypare. Inga underarter finns listade i Catalogue of Life.